# Copa Fundación CCP
La Copa Fundación CCP fue un amistoso internacional disputado en conmemoración a los festejos del centenario del Club Cerro Porteño, que se libró entre el local Cerro Porteño y Boca Juniors de la Argentina.

## Historia
El Club Cerro Porteño cumplió cien años de fundación el 1 de octubre del 2012 y en el marco de los festejos del mismo se llevaron a cabo varios eventos, entre los cuales estaba la disputa de la "Copa Fundación CCP". Para la organización de la misma, el Club Cerro Porteño invitó a Boca Juniors para disputar un amistoso internacional en el Estadio General Pablo Rojas, conocido como "La Olla Monumental".
El encuentro finalizó con la victoria del club Cerro Porteño, por dos tantos contra uno.

### Fundación CCP
Todos los ingresos recaudados en el torneo amistoso fueron donados a la Fundación Club Cerro Porteño, la cual tiene por objetivo la formación integral de los jóvenes de las divisiones inferiores del club, así como también culminar con el proyecto de modernización del Parque Azulgrana.

## Resultados
| 10 de octubre de 2012, 19:00 | Cerro Porteño                          | 2 : 1' | Boca Juniors            | Estadio General Pablo Rojas, Asunción                       |                                                             |
|                              | Santiago Salcedo 25' Roberto Nanni 27' |        | Guillermo Fernández 60' | Asistencia: 10.000 espectadores Árbitro(s): Enrique Cáceres | Asistencia: 10.000 espectadores Árbitro(s): Enrique Cáceres |